# تشانغ زي
تشانغ زي (بالصينية: 張擇) مواليد 4 يوليو 1990 في نانجينغ، هو لاعب كرة مضرب صيني بدأ مسيرته كمحترف سنة 2005. أعلى تصنيف له في الفردي كان المركز الـ 148 في سنة 2013. أعلى تصنيف له في الزوجي كان المركز الـ 243 في سنة 2014.

## النهائيات
| الحصيلة | الرقم | التاريخ      | الدورة       | الأرضية | المنافس        | النتيجة       |
| ------- | ----- | ------------ | ------------ | ------- | -------------- | ------------- |
| الوصافة | 1.    | 22 مايو 2010 | بطولة فرجانا | صلبة    | إفغيني كيريلوف | 3–6, 6–2, 2–6 |

## روابط خارجية
- تشانغ زي على موقع رابطة محترفي التنس (الإنجليزية)
- تشانغ زي على موقع الاتحاد الدولي لكرة المضرب (الإنجليزية)
- تشانغ زي على موقع كأس ديفيز (الإنجليزية)
- تشانغ زي على موقع خلاصة التنس.كوم (الإنجليزية)
- تشانغ زي على موقع اللجنة الأولمبية الصينية (الإنجليزية)